# 湘南電気鉄道デト101形電車
湘南電気鉄道デト101形電車（しょうなんでんきてつどうデト101がたでんしゃ）は、京浜急行電鉄の前身のひとつである湘南電気鉄道が製造し、のちに東京急行電鉄を経て京浜急行電鉄に在籍した資材運搬用の事業用無蓋電動貨車。1990年(平成2年)まで在籍した。

## 概要
1930年（昭和5年）4月1日の湘南電気鉄道黄金町 - 浦賀間および金沢八景 - 湘南逗子間の開業に備え、同年に汽車会社東京支店でデト101・デト102の2両が製造された。
架線電圧が直流1500Vの自社線と直流600Vの京浜電気鉄道の直通運転に対応するため、電圧転換器を備え主回路の直並列切り替えで双方の電圧に対応する複電圧車とされた。
第二次世界大戦中の「大東急」への合併に伴い、デト5020形5021・5022に、戦後京浜急行電鉄の分離独立時にデト20形21・22へ改番された。

## 車体
平床の典型的な無蓋貨車で、床下に補強用のトラス棒を備え、両端に乗務員扉1枚分の奥行きと妻面に窓1枚を設けたリベット組み立ての鋼製運転台が設置されている。
浦賀寄り運転台は屋根が荷台側に延ばされてその上に通常の菱枠形パンタグラフを搭載しており、荷台部には背の低いあおり戸が両運転台間の全長に渡って設けられている。登場時は運転台が水色、荷台が灰色に塗装されていたが、昭和40年代に運転台は黄色に赤帯に変更されている。荷台部分の最大荷重は10tである。

## 主要機器
主制御器は電動カム軸式の東洋電機製造製自動加速制御器で、主電動機は複電圧対応の必要もあって、東洋電機製造製のものが各台車に2基ずつ装架されている。
台車は同時製造の旅客車であるデ1形と共通で、ボールドウィンAA形台車をデッドコピーした釣り合い梁式台車にスウェーデンSKF社製のローラーベアリングを装着した汽車製造MCB-Rで、ブレーキ装置もデ1形と共通のM三動弁によるAMM自動空気ブレーキである。

## 改造
- 1942年(昭和17年)、東京急行電鉄への合併に伴いデト5020形デト5021・デト5022に改番。
- 1948年(昭和23年)、京浜急行電鉄独立に伴いデト20形デト21・デト22に改番。
- 1964年(昭和39年)、台車をデハ230形からの発生品である汽車製造2HE[4]と振り替え、主電動機も同台車に装架されていたデハ230形用の三菱電機製MB-115AFR[5]をそのまま流用した。
- 1969年(昭和44年)、車上子などATS対応機器を搭載し、前照灯を従来の白熱灯からシールドビームへ交換。汽車製造2HE台車の軸受のローラベアリング化を実施。
- 1973年(昭和48年)、浦賀寄り運転台に列車無線を搭載、パンタグラフが品川寄りに変更された。方向転換が行われたのか、改造が行われたのかは不明。アンテナ搭載のため、浦賀寄り運転台屋根形状を一部変更。パンタグラフ付近屋根形状変更。
- 1979年（昭和54年）、デワ40形の登場に伴い救援車となり、荷台に救援機器を搭載、前面に「救援車」の標記が行われた。

## 運用

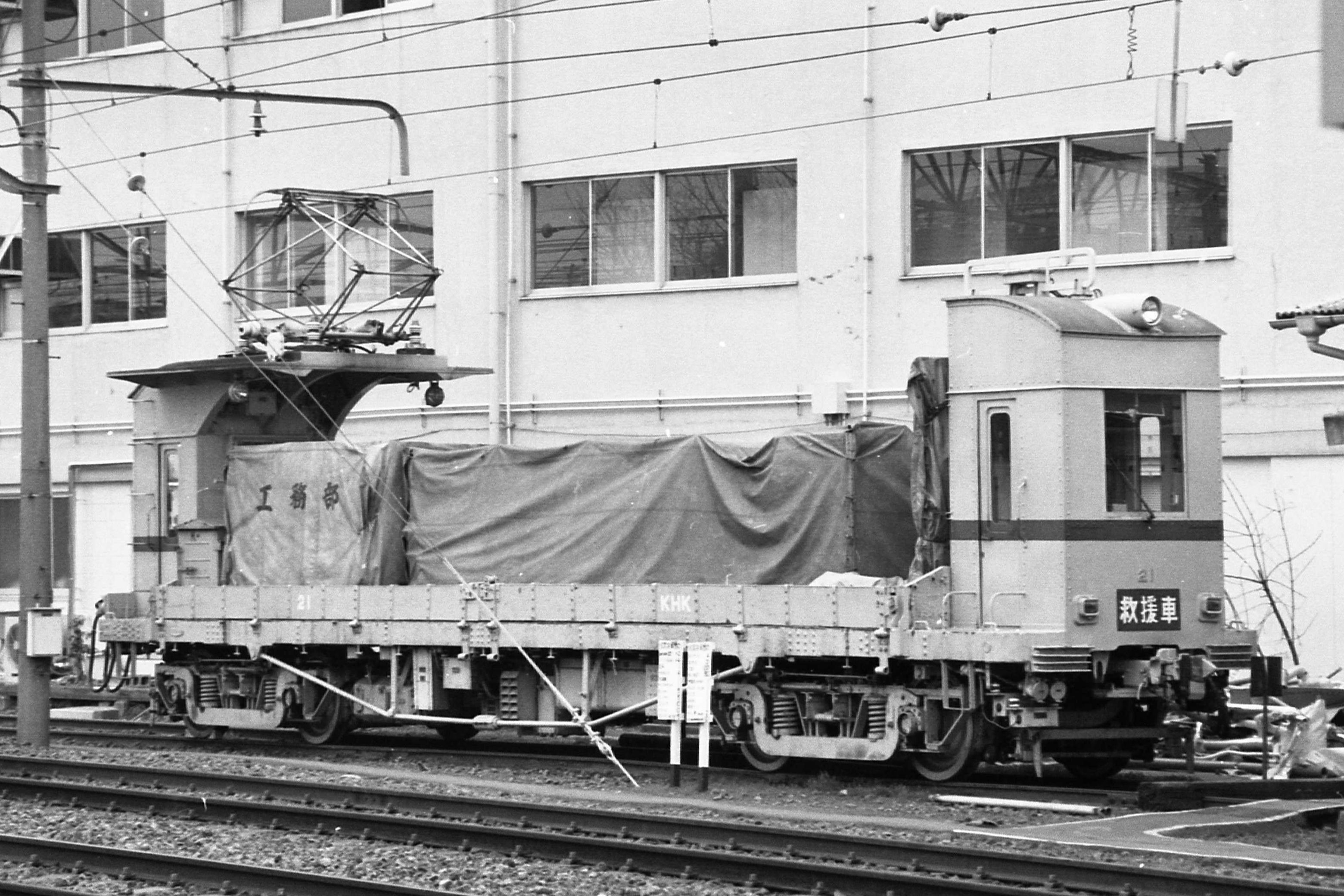
新町検車区で待機するデト21
踏切脇のこの場所でいつも門番の様に停まっていた

バラスト、資材輸送に使用されたが、救援車に改造後は訓練時や定期検査時などに運転されたにとどまる。デト21は新町検車区、デト22は金沢検車区に配置されていた。京急最後の吊り掛け式駆動、自動ブレーキ装備車であったが、1990年（平成2年）にクト1形の投入で2両とも廃車・解体された。